# Namibia Annual Sports Awards
Die Namibia Annual Sports Awards (NASA), auch inkonsistent als Namibia Sport(s) Awards bezeichnet, sind die höchste Sportauszeichnung in Namibia. Sie werden alljährlich von der Namibischen Sport-Kommission (NSC) vergeben.

## Preisträger (seit 2018)
|                                     | 2024                                                                  | 2023                                                                   | 2022 | 2021                                                                      | 2019                                        | 2018                                                            |
| ----------------------------------- | --------------------------------------------------------------------- | ---------------------------------------------------------------------- | --- | ------------------------------------------------------------------------- | ------------------------------------------- | --------------------------------------------------------------- |
| Sportstar                           | Lahja Ishitile (Behindertensport)                                     | Vera Looser (Radsport)                                                 | Jannie Meuwesen (Bogensport)                                                                                  | Christine Mboma (Leichtathletik)                                          | Helalia Johannes (Leichtathletik)           | Likius Nande (Golf)                                             |
| Sportler                            | Stephanus Marais (Schießsport)                                        | Veja Hinda (Mixed Martial Arts)                                        | Jannie Meuwesen (Bogensport)                                                                                  | Jonas Junias (Boxen)                                                      | Jannie Meuwesen (Bogensport)                | Jonas Junias (Boxen)                                            |
| Sportlerin                          | Vera Looser (Radsport)                                                | Vera Looser (Radsport)                                                 | Helalia Johannes (Leichtathletik)                                                                             | Christine Mboma (Leichtathletik)                                          | Helalia Johannes (Leichtathletik)           | Helalia Johannes (Leichtathletik)                               |
| Nachwuchssportler                   | Magano Naseb                                                          | Kevin Lowe (Radsport)                                                  | Daniel Hahn (Radsport)                                                                                        | Magano Naseb (Leichtathletik)                                             | Delano Muller (Karate)                      | Lance Potgieter (Gymnastik)                                     |
| Nachwuchssportlerin                 | Delsia van Vuuren                                                     | Christine Roettcher (Inlinehockey)                                     | Christine Mboma (Leichtathletik)                                                                              | Christine Mboma (Leichtathletik)                                          | Quinn Reddig (Bogensport)                   | Carene van Zyl (Gymnastik)                                      |
| Behindertensportler                 | Chris Kinda (Leichtathletik)                                          | Ananias Shikongo (Leichtathletik)                                      | Ananias Shikongo (Leichtathletik)                                                                             | Johannes Nambala (Leichtathletik)                                         | Johannes Nambala (Leichtathletik)           | Ananias Shikongo (Leichtathletik)                               |
| Behindertensportlerin               | Lahja Ishitile (Leichtathletik)                                       | Lahja Ishitile (Leichtathletik)                                        | Lahja Ishitile (Leichtathletik)                                                                               | Lahja Ishitile (Leichtathletik)                                           | Lahja Ishitile (Leichtathletik)             | Sylvia Shivolo, Johanna Benson, Lahja Ishitile (Leichtathletik) |
| Behindertennachwuchssportler        | Zekka Chikumba, David Isack, Amavila Shapumba                         | Alvin Iita (Leichtathletik)                                            | Fillipus Namweda (Leichtathletik)                                                                             | Bradely Murere (Leichtathletik)                                           | Bradely Murere (Leichtathletik)             | Alfredo Bernard                                                 |
| Behindertennachwuchssportlerin      | Namasiku van der Linden                                               | Lahja Ipinge (Leichtathletik)                                          | Lahja Ipinge (Leichtathletik)                                                                                 | Lahja Iipinge (Leichtathletik)                                            | Emilia Iyambo (Leichtathletik)              | Beata Hausiku                                                   |
| Mannschaft                          | Gewehr-Schießsportmannschaft Schießsport                              | Juniorinnen-Nationalmannschaft Inlinehockey                            | Junioren-Nationalmannschaft Special Olympics                                                                  | Hockey (Damen)                                                            | Beachvolleyball-Nationalmannschaft          | Rugby-Nationalmannschaft                                        |
| Trainer                             | Letu Hamhola (Leichtathletik)                                         | Letu Hamhola (Leichtathletik)                                          | Letu Hamhola (Leichtathletik)                                                                                 | Henk Botha (Leichtathletik)                                               | Grant Dodds (Rudern)                        | Tobias Nashilongo (Boxen)                                       |
| Schiedsrichter                      | Twanyanyukwa Antsino                                                  | Lars Dobberstein (Inlinehockey)                                        | Vistoria Shangula (Fußball)                                                                                   | Twanyanyukwa Antsino (Fußball)                                            | Fillemon Mweya (Boxen)                      | Patrick Esterhuisen (Boxen)                                     |
| Sportjournalist                     | Michael Dito (Rundfunk) Limba Mupetam (Druck) Brian Munango (Digital) | Andrew Poolman (Druck) Brian Munango (Digital) Michael Ditu (Radio/TV) | Sheefeni Nikodemus (Druck) Marco Ndlovu (Digital) Straus Lunyangwe (Radio/TV)                                 | Limba Mupetami (Radio/TV) Hesron Kapanga (Print) Limba Mupetami (Digital) | Sheefeni Nicodemus                          | Limba Mupetami                                                  |
| Sportentwicklung                    | Kids on Bike Namibia Cycling Federation                               | Kwata-Programm Cricket Namibia                                         | Kwata-Programm Cricket Namibia                                                                                | Junioren-Hockey-Initiative                                                | Basketball Artists School Amateur Wrestling | „Kids on Bikes“ Namibia Cycling Federation                      |
| Sportverband                        | Cricket Namibia                                                       | Cricket Namibia                                                        | Cricket Namibia                                                                                               | Cricket Namibia                                                           | –                                           | –                                                               |
| Sportstar im Ausland                | Deon Hotto (Fußball)                                                  | Peter Shalulile (Fußball)                                              | Peter Shalulile (Fußball)                                                                                     | Peter Shalulile (Fußball)                                                 | –                                           | –                                                               |
| Zuschauerpreis für Inspiration      |                                                                       | Delano Muller (Kickboxen)                                              | Volleyball | Delano Muller (Kickboxen)                                                 | –                                           | –                                                               |
| Vorsitzender eines Sportverbandes   |                                                                       | Magreth Mengo (Hockey)                                                 | Erwin Handura (Hockey)                                                                                        | –                                                                         | –                                           | –                                                               |
| Lebenspreis                         |                                                                       | Oscar Mengo Thomas Mabuku Julien Garises Anita Tjombe                  | John Njubei (Volleyball) Charles Nyambe (Specialolympics) Beata Naigambo (Leichtathletik) Harry Simon (Boxen) | –                                                                         | –                                           |                                                                 |
| Zuschauerpreis Sportstar des Jahres |                                                                       | Fillemon Nghutenanye (Boxen)                                           | | Pomwene Shaduka                                                           | Quinn Reddig (Bogensport)                   | –                                                               |
| Kommunalpreis                       | Aroab Football Academy                                                | –                                                                      | – | –                                                                         |                                             | –                                                               |